# 北見葉胡
北見 葉胡（きたみ ようこ）は、日本の画家、絵本作家、イラストレーター。神奈川県生まれ。武蔵野美術短期大学卒業。2004年、大分国際絵本原画展優秀賞受賞。2005年、ボローニャ国際絵本原画展入選。

## 来歴
1994年より、毎年の個展と並行して絵本、書籍装画などで活動している。
2004年、絵本『さぼてん』で大分国際絵本原画展優秀賞受賞。同作はスペイン語訳され、メキシコでも出版されている。
2005年、朝日小学生新聞に連載されていた『タマリンとポチロー』でボローニャ国際絵本原画展入選。

## 作品

### 絵本
- 『さぼてん』（2002年、講談社）
- 『cactus』（2004年、Fond de Cultura Economica）
- 『タマリンとポチロー』（2004年、講談社）
- 『カノン』かんのゆうこ・作、北見葉胡・絵（2006年、講談社）
- 『冬のケープ』寺下雅子・作、北見葉胡・絵（2006年、新風舎）
- 『おやゆび姫』（2007年、偕成社）

### 書籍装画
- 『金色の象』岩瀬成子・作、北見葉胡・絵（2001年、偕成社）
- 『安房直子コレクション』全7巻　安房直子・作、北見葉胡・絵（2004年、偕成社）
- 『ヒットラーの娘』ジャッキー・フレンチ・作（2004年、鈴木出版）
- 『まぼろしの犬』日本児童文学者協会編（2006年、新日本出版社）
- 『教室の祭り』草野たき・作、北見葉胡・絵（2006年、岩崎書店）